# Associazione Sportiva Gubbio 1910 2012-2013
Questa voce raccoglie le informazioni riguardanti l'Associazione Sportiva Gubbio nelle competizioni ufficiali della stagione calcistica 2012-2013.

## Stagione
.

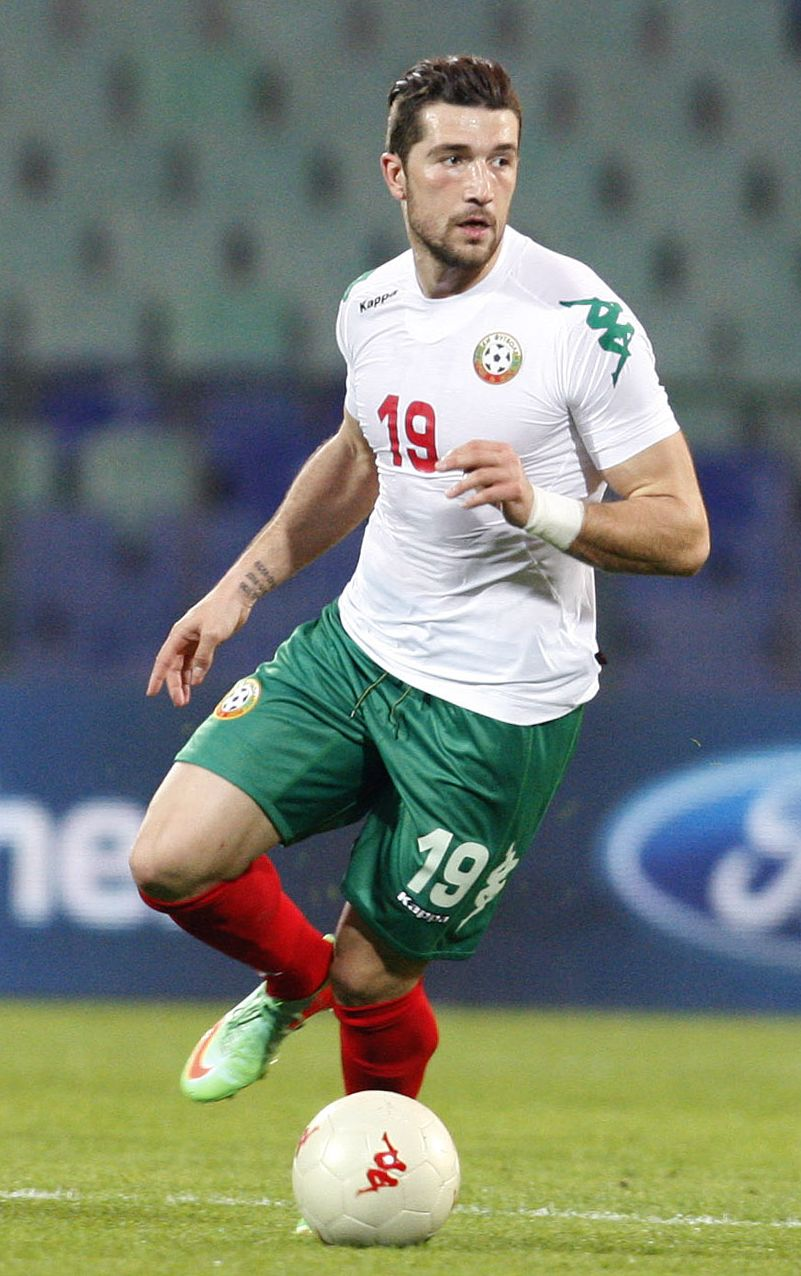
L'attaccante bulgaro Andrej Gălăbinov, 14 gol nella sua unica stagione in maglia eugubina

Nella stagione 2012-2013 il Gubbio disputa per l'ottava volta nella sua centenaria storia un campionato del terzo livello del campionato italiano, dopo quello del 2010-11, che corrisponde anche al ventisettesimo in un campionato professionistico e al quarantottesimo in un campionato interregionale. Il Gubbio in questa stagione, continua a essere la seconda squadra umbra, solo dopo la Ternana, che partecipa consecutivamente da più anni a campionati professionistici. Inoltre è la prima volta che disputa un campionato professionistico a 16 squadre con 3 punti assegnati alla vittoria. Durante il campionato ottenne inoltre l'ottavo posto e i seguenti record per i propri campionati professionistici disputati con i tre punti per vittoria:
- maggiore numero di gol in una partita: 7 (eguagliando il record precedente) in Catanzaro-Gubbio (5-2)
- peggiore serie di sconfitte consecutive nello stesso campionato: 5

Nel campionato disputato ottenne invece i seguenti record:
- maggiore numero di gol in una partita: 7 in Catanzaro-Gubbio (5-2).

Disputa inoltre per la sesta volta la Coppa Italia (dopo quella dell'anno precedente) uscendo al primo turno, e ottenendo il record di maggior numero di gol (9) in una partita del Gubbio nella competizione; tale partita finì infine per la prima volta ai tempi supplementari. Infine nella competizione il Gubbio ha ottenuto il record di partita con maggior numero di gol 9, nella gara Gubbio-Ponte San Pietro-Isola (4-5) e il record di maggior numero di gol subiti in casa in una partita 5, sempre nella stessa partita. Una volta eliminato dalla Coppa Italia, il Gubbio ha potuto partecipare di diritto alla Coppa Italia Lega Pro (la diciannovesima nella storia dopo quella del 2010-11), nella quale ha superato il primo turno battendo (1-4) il Chieti, mentre è uscito nel secondo turno (0-2) per mano dell'Aprilia. Con questa partecipazione alla Coppa di Lega Pro il Gubbio continua a essere la seconda squadra umbra con più partecipazioni dopo la Ternana.

## Divise e sponsor
Il fornitore ufficiale di materiale tecnico fu Givova, mentre lo sponsor ufficiale fu Barbetti. Il Gubbio in questa stagione utilizzò per le partite casalinghe completini da gioco costituiti da magliette divise (rispetto a chi le indossa) di colore rosso a destra e blu a sinistra, con tutto lo schienale speculare, le maniche invertite, calzoncini blu con bordature rosse, e calzettoni blu con bordature rosse. Per le partite in trasferta utilizzò completini interamente bianchi, con linee blu nella parte a destra della maglietta e linee rosse a sinistra; bordature dei calzoncini invece rosse a destra e blu a sinistra.
| Casa | Trasferta |

## Organigramma societario
Area direttiva
- Presidente: Marco Fioriti
- Direttore generale: Giuseppe Pannacci

Area organizzativa
- Team manager: Luciano Ramacci

Area tecnica
- Direttore sportivo: Stefano Giammarioli
- Allenatore: Andrea Sottil
- Allenatore in seconda: Teodoro Coppola
- Preparatori atletici: Enrico Busolin e Michele Barilari
- Preparatore dei portieri: Fulvio Flavoni

## Rosa
| N. |                       | Ruolo | Calciatore                    |
| -- | --------------------- | ----- | ----------------------------- |
|    | Italia (bandiera)     | P     | Marco Farabbi                 |
|    | Italia (bandiera)     | P     | Giacomo Venturi               |
|    | Italia (bandiera)     | D     | Giovanni Bartolucci           |
|    | Italia (bandiera)     | D     | Nazzareno Belfasti            |
|    | Italia (bandiera)     | D     | Marco Briganti (vicecapitano) |
|    | Italia (bandiera)     | D     | Tommaso Cancellotti           |
|    | Italia (bandiera)     | D     | Filadelfio Carroccio          |
|    | Italia (bandiera)     | D     | Jacopo Galimberti             |
|    | Italia (bandiera)     | D     | Alessio Grea                  |
|    | Portogallo (bandiera) | D     | Bruno Pacheco                 |
|    | Italia (bandiera)     | D     | Francesco Pambianchi          |
|    | Italia (bandiera)     | D     | Alessandro Radi               |
|    | Italia (bandiera)     | D     | Riccardo Regno                |
|    | Italia (bandiera)     | D     | Umberto Semeraro              |
|    | Italia (bandiera)     | C     | Pietro Baccolo                |
|    | Francia (bandiera)    | C     | Rodrigue Boisfer              |

| N. |                     | Ruolo | Calciatore                      |
| -- | ------------------- | ----- | ------------------------------- |
|    | Italia (bandiera)   | C     | Gianmarco Giuliacci             |
|    | Italia (bandiera)   | C     | Simone Guerri                   |
|    | Italia (bandiera)   | C     | Nicola Malaccari                |
|    | Italia (bandiera)   | C     | Alessio Manzoni                 |
|    | Italia (bandiera)   | C     | Simone Palermo                  |
|    | Italia (bandiera)   | C     | Luca Procacci                   |
|    | Italia (bandiera)   | C     | Alessandro Sandreani (capitano) |
|    | Italia (bandiera)   | A     | Daniele Bazzoffia               |
|    | Italia (bandiera)   | A     | Giuseppe Caccavallo             |
|    | Italia (bandiera)   | A     | Riccardo Cocuzza                |
|    | Italia (bandiera)   | A     | Matteo Di Piazza                |
|    | Bulgaria (bandiera) | A     | Andrej Gălăbinov                |
|    | Marocco (bandiera)  | A     | Walid Khribech                  |
|    | Italia (bandiera)   | A     | Umberto Nappello                |
|    | Italia (bandiera)   | A     | Filippo Maria Scardina          |
|    | Italia (bandiera)   | A     | Simone Smacchia                 |

## Risultati

### Lega Pro Prima Divisione

#### Girone di andata
| Sorrento 2 settembre 2012 1ª giornata | Sorrento                | 0 – 0 referto | Gubbio | Stadio Italia\| Arbitro: \| Paolini (Ascoli Piceno) \| |
| Arbitro:                              | Paolini (Ascoli Piceno) |               |        |                                                        |

| Arbitro: | Merlino (Udine) |

|                     |           |  |
| Scardina 63’ (rig.) | Marcatori |  |

| Arbitro: | Aureliano (Bologna) |

|                                 |           |  |
| Di Tacchio 44’ Tozzi Borsoi 85’ | Marcatori |  |

| Arbitro: | Cifelli (Campobasso) |

|                                    |           |                     |
| Galabinov 10’ (rig.) Sandreani 74’ | Marcatori | 79’ (rig.) Favasuli |

| Arbitro: | Chiffi (Padova) |

|             |           |  |
| Tortori 44’ | Marcatori |  |

| Arbitro: | Bruno (Torino) |

|               |           |  |
| Galabinov 37’ | Marcatori |  |

| Gubbio 14 ottobre 2012 7ª giornata | Gubbio         | 0 – 0 referto | Barletta | Stadio Pietro Barbetti\| Arbitro: \| Saia (Palermo) \| |
| Arbitro:                           | Saia (Palermo) |               |          |                                                        |

| Arbitro: | Casaluci (Lecce) |

|  |           |          |
|  | Marcatori | 33’ Radi |

| Arbitro: | Albertini (Ascoli Piceno) |

|                      |           |             |
| Radi 14’ Palermo 64’ | Marcatori | 44’ Calamai |

| Arbitro: | Martinelli (Roma) |

|                           |           |                    |
| Belcastro 56’ Makinwa 65’ | Marcatori | 26’, 51’ Galabinov |

| Arbitro: | Illuzzi (Molfetta) |

|                                    |           |  |
| Herrera 12’ L. Castaldo 90’ (rig.) | Marcatori |  |

| Arbitro: | Benassi (Bologna) |

|                          |           |            |
| Guerri 50’ Galabinov 82’ | Marcatori | 24’ Corapi |

| Arbitro: | Ripa (Nocera Inferiore) |

|                                 |           |  |
| Burrai 25’ Sandreani 28’ (aut.) | Marcatori |  |

| Arbitro: | Piccinini (Forlì) |

|            |           |              |
| Guerri 45’ | Marcatori | 81’ Loiodice |

| Arbitro: | Lanza (Nichelino) |

|                                                              |           |                          |
| Fioretti 29’ Russotto 35’, 69’ Fiore 46’ G. D'Alessandro 86’ | Marcatori | 27’ Guerri 67’ Galabinov |

#### Girone di ritorno
| Arbitro: | Cifelli (Campobasso) |

|                 |           |                                 |
| Galabinov 90+4’ | Marcatori | 30’ (rig.) Corsetti 88’ Musetti |

| Arbitro: | Maresca (Napoli) |

|                          |           |  |
| Cesaretti 34’ Carrus 56’ | Marcatori |  |

| Arbitro: | Ghersini (Genova) |

|                            |           |                                                       |
| Caccavallo 47’ Baccolo 90’ | Marcatori | 1’ (aut.) Galabinov 36’ (rig.) D. Ciofani 85’ Rantier |

| Arbitro: | Pezzuto (Lecce) |

|              |           |  |
| Barberis 20’ | Marcatori |  |

| Arbitro: | Oliveri (Palermo) |

|                 |           |  |
| Radi 75’ (rig.) | Marcatori |  |

| Arbitro: | Abisso (Palermo) |

|                    |           |               |
| E. Marchi 54’, 57’ | Marcatori | 28’ Di Piazza |

| Arbitro: | Ripa (Nocera Inferiore) |

|          |           |                            |
| Dezi 87’ | Marcatori | 27’ Belfasti 44’ Galabinov |

| Arbitro: | Mainardi (Bergamo) |

|              |           |  |
| Galabinov 5’ | Marcatori |  |

| Arbitro: | Cifelli (Campobasso) |

|                                     |           |                                  |
| G. Giovinco 2’ (rig.) Benedetti 88’ | Marcatori | 38’ (rig.) Galabinov 74’ Cocuzza |

| Arbitro: | Brasi (Seregno) |

|  |           |                |
|  | Marcatori | 10’ E. Orlandi |

| Arbitro: | Bruno (Torino) |

|                          |           |                                        |
| Guerri 30’ Galabinov 40’ | Marcatori | 19’ Angiulli 66’ Zullo 81’ L. Castaldo |

| Arbitro: | Pelagatti (Arezzo) |

|                   |           |               |
| Mazzeo 43’ (rig.) | Marcatori | 78’ Galabinov |

| Arbitro: | Pezzuto (Lecce) |

|                             |           |           |
| Briganti 48’ Caccavallo 75’ | Marcatori | 39’ Gerbo |

| Arbitro: | Baroni (Firenze) |

|                |           |                            |
| D'Errico 90+2’ | Marcatori | 17’ Malaccari 81’ Bazzofia |

| Arbitro: | Albertini (Ascoli Piceno) |

|             |           |                |
| Palermo 49’ | Marcatori | 45’ S. Carboni |

### Coppa Italia

#### Primo turno
| Arbitro: | Brodo (Viterbo) |

|                                           |           |                                                                      |
| Galabinov 6’, 16’ Guerri 38’ Nappello 48’ | Marcatori | 32’ Ruggeri 50’ Crotti 56’ (rig.) Salandra 90’ Stucchi 112’ Rossetti |

### Coppa Italia Lega Pro

#### Primo turno
| Arbitro: | D'Angelo (Ascoli Piceno) |

|             |           |                                             |
| Rovrena 90’ | Marcatori | 47’ Nappello 55’ Manzoni 71’, 75’ Bazzoffia |

#### Secondo turno
| Arbitro: | Marini (Roma) |

|  |           |                                     |
|  | Marcatori | 53’ (rig.) Ferri Marini 59’ Marfisi |

## Statistiche

### Statistiche di squadra
| Competizione             | Punti | In casa | In casa | In casa | In casa | In casa | In casa | In trasferta | In trasferta | In trasferta | In trasferta | In trasferta | In trasferta | Totale | Totale | Totale | Totale | Totale | Totale | DR |
| Competizione             | Punti | G       | V       | N       | P       | Gf      | Gs      | G            | V            | N            | P            | Gf           | Gs           | G      | V      | N      | P      | Gf     | Gs     | DR |
| ------------------------ | ----- | ------- | ------- | ------- | ------- | ------- | ------- | ------------ | ------------ | ------------ | ------------ | ------------ | ------------ | ------ | ------ | ------ | ------ | ------ | ------ | -- |
| Lega Pro Prima Divisione | 40    | 15      | 8       | 3       | 4       | 19      | 15      | 15           | 3            | 4            | 8            | 13           | 24           | 30     | 11     | 7      | 12     | 32     | 39     | -7 |
| Coppa Italia             | -     | 1       | 0       | 0       | 1       | 4       | 5       | 0            | 0            | 0            | 0            | 0            | 0            | 1      | 0      | 0      | 1      | 4      | 5      | -1 |
| Coppa Italia Lega Pro    | -     | 1       | 0       | 0       | 1       | 0       | 2       | 1            | 1            | 0            | 0            | 4            | 1            | 2      | 1      | 0      | 1      | 4      | 3      | +1 |
| Totale                   | -     | 17      | 8       | 3       | 6       | 23      | 22      | 16           | 4            | 4            | 8            | 17           | 25           | 33     | 12     | 7      | 14     | 40     | 47     | -7 |

## Giovanili
- Berretti
- Allievi nazionali
- Giovanissimi nazionali

### Organigramma
- Allenatore Berretti: Renzo Tasso